# Ruf des Herzens
Ruf des Herzens (in Mexiko Tú o nadie) ist eine mexikanische Telenovela, die 1985 von Ernesto Alonso für Televisa produziert und auf Canal de las Estrellas ausgestrahlt wurde, mit einer Originalgeschichte von María Zarattini. In den Hauptrollen sind Lucía Méndez und Andrés García zu sehen, in den Nebenrollen Salvador Pineda, Úrsula Prats, Liliana Abud und Arsenio Campos.
In Deutschland wurde die Telenovela 1991 auf RTLplus ausgestrahlt.

## Geschichte
Antonio Lombardo lebt in einem luxuriösen und riesigen Haus in Acapulco mit Victoria, seiner Stiefmutter, die er wie eine echte Mutter liebt; Camila, Antonios Schwester, die gerade Claudio geheiratet hat; und Maximiliano, dem Sohn aus Victorias erster Ehe, der hinter dem Anschein eines guten Menschen eine neidische und manipulative Persönlichkeit verbirgt.
Nach dem Tod seines Vaters hat Antonio dessen Geschäft und Vermögen erfolgreich übernommen. Eifersüchtig auf seinen Erfolg, schmiedet Maximiliano Pläne, um seinem Stiefbruder alles wegzunehmen. Zu diesem Zweck schwärmt er zunächst für Raquel Samaniego, ein nettes Mädchen aus der Mittelschicht, indem er sich als Antonio ausgibt. Raquel, die nichts weiß und keinen Verdacht schöpft, heiratet den angeblichen Antonio; unmittelbar nach der Hochzeit geht er angeblich auf eine Reise und sie verspricht, auf ihn zu warten. Währenddessen stellt Maximiliano eine Falle in Antonios Flugzeug, der abstürzt, aber wie durch ein Wunder überlebt.
Victoria und Camila finden die Heiratsurkunde von Raquel und Antonio und glauben, dass sie heimlich geheiratet haben, aber als sie von Antonios Tod erfahren, beschließen sie, die junge Frau zu warnen. Raquel reist voller Trauer zur Villa Lombardo, wo sie die ganze Wahrheit erfährt, aber Maximiliano zwingt sie, zu schweigen und seine Komplizin zu werden, indem er ihr droht, sie der Verschwörung zu bezichtigen.
Alles wird kompliziert, als Antonio lebend aufgefunden wird, aber auch mit einer teilweisen Amnesie, die Lücken in seiner Erinnerung verursacht. Antonio erkennt Raquel nicht, da er sie noch nie gesehen hat, aber sie ist gezwungen zu lügen und sich auf Maximilianos Befehl als seine Frau auszugeben. Antonio erfährt schließlich die Wahrheit, beschließt aber, mit Raquel zu spielen und wirft sie aus seinem Haus und aus seinem Leben. Doch die Liebe zwischen den beiden wächst, und sie müssen gegen die vielen Intrigen ankämpfen, die sie zu trennen versuchen.

## Sendetermine
| TV-Sender   | Datum                 | Uhrzeit                                     |
| ----------- | --------------------- | ------------------------------------------- |
| RTLplus     | 13.05.1991–20.08.1991 | montags bis freitags um 15.10 Uhr           |
| RTLplus     | 13.09.1993–30.12.1993 | montags bis freitags um 18.00 Uhr           |
| RTL Passion | 01.12.2006–26.02.2007 | Wiederholungen (Uhrzeiten können abweichen) |
| RTL Passion | 21.05.2007–05.11.2007 | Wiederholungen (Uhrzeiten können abweichen) |
| RTL Passion | 27.10.2009–23.01.2010 | Wiederholungen (Uhrzeiten können abweichen) |

## Darsteller
- Lucía Méndez – Raquel Samaniego Silva
- Andrés García – Antonio Lombardo
- Salvador Pineda – Maximiliano Albéniz
- Úrsula Prats – Maura Valtierra Cortázar / Laura Zavala Cortés
- Luz María Jerez – Martha Samaniego
- Magda Guzmán – Victoria Vda. de Lombardo
- Liliana Abud – Camila Lombardo
- Miguel Manzano – Daniel Samaniego
- Arsenio Campos – Claudio
- Miguel Ángel Negrete – Pablo
- Fabio Ramírez – Óscar
- Ignacio Rubiell – Ezequiel
- Guillermo Zarur – Ramón
- Tony Bravo – Luis
- Roberto Antúnez – Chucho
- María Marcela – Carla
- Antonio Valencia – Rodrigo
- Gastón Tuset – Andrés
- Paola Morelli – Alejandra
- Fernando Sáenz – Gato
- Julieta Egurrola – Mercedes "Meche"
- Abraham Méndez – Gabriel
- Luis Xavier – Humberto
- Jacarandá Alfaro – Pamela
- Rebeca Silva – Julia
- Alejandro Ruiz – Felipe Acuña
- María Regina – Lissette
- Cecilia Gabriela – María José

## Musikalische Themen
1985, fast zeitgleich mit der Premiere der Telenovela, veröffentlichte Lucía Méndez das Soloalbum Una mujer, das die Lieder Corazón de piedra und Don corazón enthielt, die zum Soundtrack der Telenovela gehörten. Im selben Jahr erhielt Lucía Méndez für dasselbe Album eine amerikanische Grammy-Nominierung.